# توت فرنگی هندی (دوشسنیا)
توت فرنگی هندی (دوشسنیا) (نام علمی: Potentilla indica) نام یک گونه از سرده پنجه‌برگ است.